# Liller 1

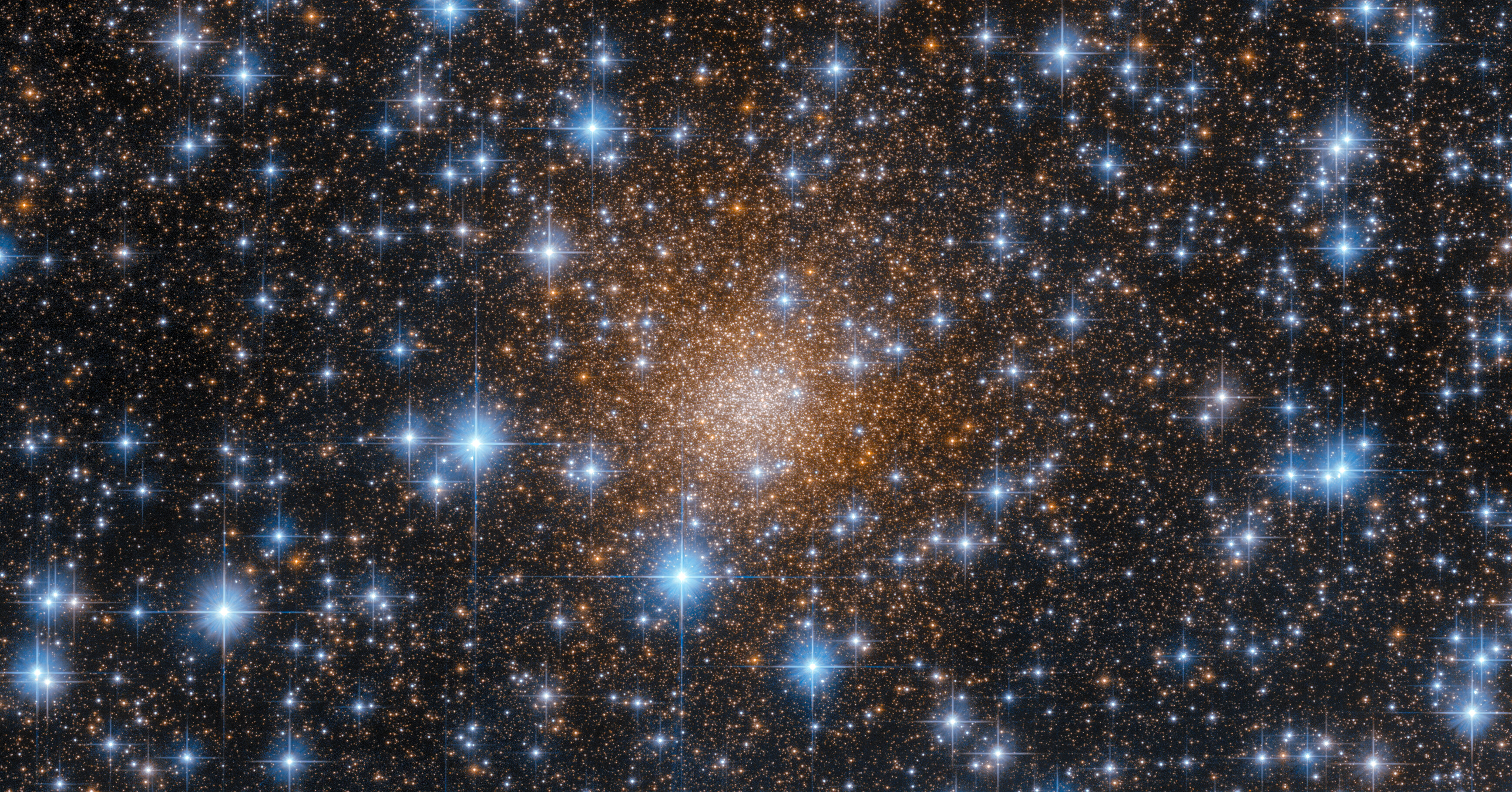
Liller 1 (image de HST).

Liller 1, ou Liller I, est un amas globulaire de notre Galaxie situé dans la constellation du Scorpion. Il est connu pour abriter un objet atypique, un sursauteur X appelé Rapid Burster. C'est d'ailleurs à la suite de la découverte de cet objet que des recherches ont été faites pour déterminer de quel objet ce sursauteur faisait partie. Liller 1 a été trouvé en 1977 par William Liller. Bien que portant un numéro, Liller 1 est en réalité le seul amas globulaire nommé en l'honneur de W. Liller.

## Caractéristiques physiques
Liller 1 est pratiquement situé dans le plan galactique, à seulement 6 degrés du centre galactique. Sa distance, estimée par photométrie à l'aide du télescope spatial Hubble, le situe à une distance voisine de celle du centre galactique, dont il est par conséquent très proche.
C'est un amas globulaire très rouge (c'est-à-dire avec un indice de couleur faible) et à haute métallicité. Il fait partie, avec NGC 6553, NGC 6440 et NGC 6528 des amas globulaire à la plus haute métallicité de notre galaxie, et a pour cette raison fait l'objet de plusieurs études. Il en ressort que ces amas globulaire se sont formés très tôt dans l'histoire de notre Galaxie, et ont connu un enrichissement rapide en métaux du fait de la nucléosynthèse stellaire.